# Berta Tarrida
Berta Tarrida, née le 24 janvier 1992  en Espagne,  est une joueuse sourde, internationale espagnole de rink hockey. 

## Palmarès
En 2016, elle participe au championnat du monde.